# Бардуково (Ярославская область)
Бардуково — деревня в Ивняковском сельском поселении Ярославского района Ярославской области России.

## География
Деревня расположена на левом берегу реки Пажица. В непосредственной близости протекает эта же река.

## История
В 2006 году деревня вошла в состав Ивняковского сельского поселения образованного в результате слияния Ивняковского и Бекреневского сельсоветов.

## Население
| 2007 | 2010 |
| ---- | ---- |
| 14   | ↗21  |

### Историческая численность населения
По состоянию на 1989 год в деревне проживало 10 человек.

### Национальный и гендерный состав
Согласно результатам переписи 2002 года, в национальной структуре населения русские составляли 93 % из 14 чел., из них 7 мужчин, 7 женщин.
Согласно результатам переписи 2010 года население составляют 10 мужчин и 11 женщин.

## Инфраструктура
Основа экономики — личное подсобное хозяйство. По состоянию на 2021 год большинство домов используется жителями для постоянного проживания и проживания в летний период. Вода добывается жителями из личных колодцев. Ближайший магазин находится в селе Сарафоново. Имеется таксофон (около дома №3), индивидуальные гаражи.
Почтовое отделение №150508, расположенное в селе Сарафоново, на март 2022 года обслуживает в деревне 22 дома.

## Транспорт
Бардуково расположено в 1,5 км от села Сарафоново. До деревни идёт асфальтовая дорога.
Связь с городом осуществляется автобусами №№ 102 «Ярославль-Главный — Сады Пахма» и 102А «15 микрорайон — Сады Пахма». Остановка находится рядом с деревней.